# Altruismus

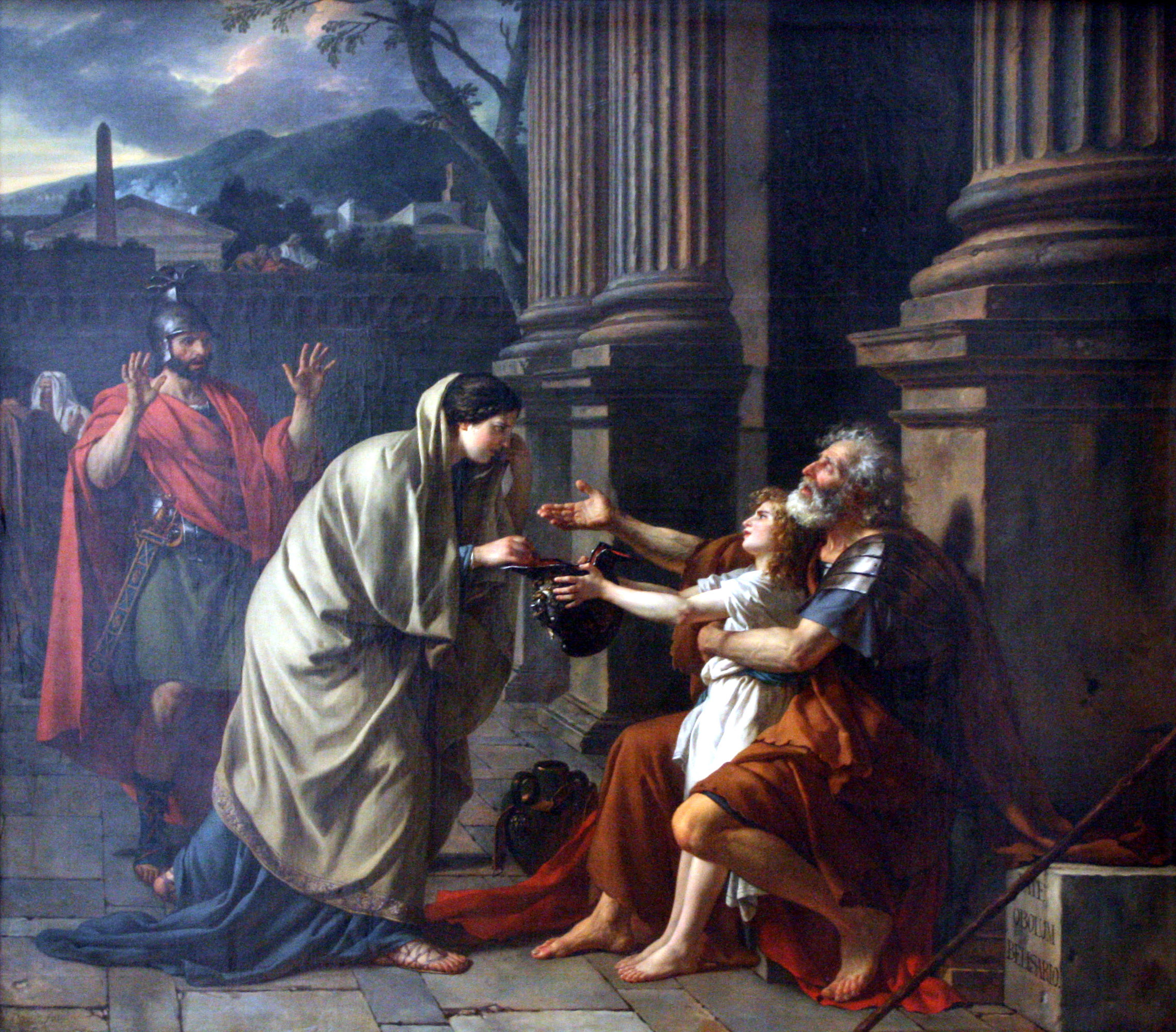
Dar, almužna chudému je často pokládána za příklad altruismu v mnoha kulturách i náboženstvích

Altruismus (z lat. alter, druhý, 3. pád altrui, druhému) je moderní označení pro postoje a jednání, která sledují prospěch druhého člověka, které mohou i nemusí být na úkor prospěchu altruisty. Synonymy altruistického postoje jsou lidumilnost, nesobeckost nebo nezištnost, jeho projevem dobročinnost (filantropie) nebo mecenášství. Protikladem altruismu je egoismus.

## Lidská vzájemnost a altruismus
Ohled na prospěch druhého patří ke společenské povaze člověka a lidská socialita, schopnost spolupráce a solidarity je základem jeho evolučního úspěchu. Aristotelés vymezuje spravedlnost jako „dobro toho druhého“. V 18. století vzniká v Anglii nová etika, která chce založit lidskou vzájemnost na ryze individuálních citech (Francis Hutcheson, Shaftesbury). Pojem altruismus vytvořil francouzský myslitel Auguste Comte ve snaze vyjádřit tuto skutečnost exaktním, vědeckým způsobem.

## Čistý altruismus
Britský myslitel Herbert Spencer začal uvažovat o „čistém altruismu“, to jest postojích nebo jednáních, která by sledovala výlučně prospěch někoho jiného, případně ještě spojený s vlastní ztrátou. Vzhledem k již zmíněné společenské povaze lidského života se taková jednání mohou vyskytovat jen zcela výjimečně: za běžných okolností je prospěch příbuzného, přítele, spolupracovníka, spoluhráče atd. vždy do jisté míry i prospěchem vlastním. Ale i mezní případy, kdy někdo za cizího člověka položí život, lze vždy vysvětlit tak, že je to ve prospěch nějakého většího celku, národa, lidstva – anebo že vlastní prospěch spočívá v tom, že se na takového člověka nezapomene, že si získal pověst nebo slávu. Představou čistého altruismu tedy dovedl Spencer altruismus ad absurdum, takže pak snadno ukázal, že nic takového neexistuje. Z toho pak neoprávněným zobecněním vyvodil, že každý altruismus je jen skrytý a neupřímný egoismus. Potud je tedy diskuse o čistém altruismu a egoismu spíše problematická, neboť oba pojmy nelze od sebe odlišit a žádný z nich nelze vykázat.

## Altruismus v biologii
V biologii se altruismus definuje jako chování, které zvyšuje schopnost přežití celého druhu (exkluzivní biologickou zdatnost) díky jedinci, který přijal roli altruisty. Čistý altruismus tedy není výhodný pro samotný organismus, ale v případě, že podporuje členy vlastní rodiny, podporuje vlastní geny, čímž zvyšuje vlastní inkluzivní zdatnost. Tím zvyšuje šanci přežití altruistické skupiny oproti skupině, která altruistická není. Viz skupinová selekce.
Reciproční altruismus je chování, při kterém se očekává, že při dalším setkání bude poskytnuta pomoc jedinci, který se dříve zachoval altruisticky: Přesně takto se chovají například upíři, když po návratu do hnízda svým neúspěšným druhům vyvrhnou z žaludku trochu ulovené krve.

## Altruismus v sociobiologii
Úvahy okolo altruismu, altruistického jednání a egoismu nově[kdy?] oživila evoluční biologie (např. Richard Dawkins), která pokládá starost o přežití a vlastní reprodukci, jejímž nositelem je sobecký gen, za jediný motor evoluce. Geny, které v této soutěži prohrály, postupně vymizely, neboť jejich nosiči vyhynuli. Existující altruistické chování lze vysvětlit buďto tím, že je altruistické jen zdánlivě, anebo příbuzností jedinců, kteří tak podporují reprodukci společných genů. Altruismus také mohou způsobovat paraziti.

## Altruismus a egoismus v teorii her
Také modelování života ve společnosti ukazuje, že ani čistě altruistické, ani čistě egoistické chování není evolučně stabilní: mezi čistými altruisty („holubicemi“) se dříve či později vyskytne i „jestřáb“ a rychle se prosadí, jenže ani společnost samých jestřábů nemůže trvale obstát. Jediná stabilní strategie musí obojí přístup střídat a řídit se zásadou „půjčky za oplátku“ (anglicky tit for tat).